# Anaulacomera caucana
Anaulacomera caucana är en insektsart som beskrevs av Morgan Hebard 1927. Anaulacomera caucana ingår i släktet Anaulacomera och familjen vårtbitare. Inga underarter finns listade i Catalogue of Life.